# Heinz Kaiser
Heinz Kaiser (* 27. September 1941 in St. Pölten) ist ein deutscher Politiker der SPD. Er war bis 19. Oktober 2008 Mitglied des Bayerischen Landtages. 

## Leben
Nach dem Abitur absolvierte Heinz Kaiser ein Studium fürs Lehramt in den Bereichen Wirtschafts- und Rechtslehre, Erdkunde, Sozialkunde. Er schloss das Studium im Jahr 1967 mit 1. und 1969 mit dem Zweiten Staatsexamen ab. Danach war er am Gymnasium in Erlenbach am Main tätig. Im Jahr 1974 folgte eine Promotion an der Universität Würzburg mit dem Thema: „Die landwirtschaftlichen Aussiedlungen in Mainfranken. Untersuchung eines kulturlandschaftlichen Veränderungsprozesses unter besonderer Berücksichtigung der ihn bedingenden politisch-ökonomischen Faktoren“. In den Unterlagen des Bayerischen Landtages wird er während seines Mandates als Unternehmensberater geführt. Er erhielt den Bayerischen Verdienstorden. Er ist verheiratet und hat drei Kinder.

## Politisches Mandat
Heinz Kaiser trat im Jahr 1964 in die SPD ein und war seit 1976 Kreisvorsitzender und Mitglied des Kreistags Miltenberg. Sein Schwerpunkt in der Landes- und Kommunalpolitik ist die Wirtschaft. Seit dem 28. Oktober 1978 war der damals erst 37-Jährige Mitglied des Bayerischen Landtags und war ab 1992 stellvertretender Vorsitzender des Ausschusses für Wirtschaft, Verkehr und Technologie. Im April 2006 wechselte er in den Ausschuss für Bundes- und Europaangelegenheiten und übernahm zudem die Funktion als wirtschaftspolitischer Sprecher seiner Fraktion. Zudem ist er für seine Partei Geschäftsführer des Wirtschaftsclubs der Bayern-SPD.
Zur Landtagswahl in Bayern 2008 stellte sich Heinz Kaiser nicht mehr zur Verfügung. Trotzdem sagte er in einem Interview: Ich werde den Dialog zwischen Politik und Wirtschaft vermissen. Ja, ich muss zugeben, es war mein Traumberuf. Trotz des Endes im Landtag wird er weiterhin im Kreistag und dem Kreisausschuss tätig sein. Zudem wird er weiter die Aufgabe als Vorsitzender im Wirtschaftsclub wahrnehmen.